# Enrico Spadola
Enrico Nicola Spadola (Ragusa, 22 settembre 1920 – 15 aprile 1991) è stato un politico e avvocato italiano.

## Biografia
Esponente della Democrazia Cristiana, ricoprì la carica di deputato per cinque legislature, venendo eletto alle politiche del 1953 (35.638 preferenze), alle politiche del 1958 (60.753 preferenze), alle politiche del 1963 (50.232 preferenze), alle politiche del 1968 (55.601 preferenze) e alle politiche del 1972 (42.291 preferenze).
Fu sottosegretario di Stato al ministero della sanità nei governi Andreotti II (1972-73) e Rumor IV (1973-74).
Terminò il mandato parlamentare nel 1976.